# 混合型晶体
混合型晶体即过渡型晶体。第一种是链状结构晶体如不同结构的硅酸盐，沿平行于链的方向用力，晶体往往容易裂开成柱状或纤维状（石棉）。第二种是层状晶体，如由3个sp2杂化轨道重叠成大π键的石墨晶体。